# Nahum il Medo
Nahum il Medo (in ebraico נחום המדי ‎?, traslitt.: Nahum ha-Madi; Nisibis, I secolo) era un saggio ebreo, rabbino Tanna del I secolo (40 - 80 e.v.) .
Arrivò in Terra di Israele dalla Media e visse a Gerusalemme; secondo Nathan il Babilonese, fu uno dei tre più rinomati giudici penali della città. Nahum fu anche uno dei sette grandi  coetanei di Johanan ben Zakkai che sopravvissero la distruzione di Gerusalemme da parte dei romani e che probabilmente divennero membri del Sinedrio a Yavne.

## Analisi storica
Solo sei delle sue leggi sono state preservate nel Talmud babilonese, tre delle quali si disse che non vennero riconosciute. Vennero comunque attrib a lui altre quattro leggi ed anche alcuni insegnamenti anonimi. L'opposizione alle decisioni di Nahum, secondo l'opinione di un amora successivo, sembra esser dovuta all'antipatia che gli studiosi della Terra di Israele avevano per quelli di paesi stranieri.
Gli insegnamenti di Nahum includono:
- "Nahum il Medo dice che uno può usare sego fuso per la lampada dello Shabbat, e i saggi lo proibiscono." (Mishnah Shabbat 2:1)
- "Se un uomo vende un asino, non ha venduto con esso i rispettivi finimenti, ma Nahum il Medo dice che invece egli ha venduto anche i finimenti [che i finimenti sono compresi nella vendita]." (Mishnah Baba Batra 5:2)

L'accademico e teologo Jacob Neusner asserisce che non esistono prove che Nahum provenisse dalla Parthia o fosse in realtà un Medo, nome che potrebbe invece indicare l'origine della sua famiglia.
Lo studioso Abraham Zacuto (XV secolo) nel suo Sefer Yuchasin (1498), specula che la menzione di certo "Nahum il Vecchio" nella Baraita (della Mishnah) si riferisce a Nahum il Medo. Il pellegrino ebreo spagnolo Isaac Chelo (1333) scrisse che a Kfar Nahum "esiste una tomba antica che dicono sia di Nahum il Vecchio".